# Brachylinga divaricata
Brachylinga divaricata är en tvåvingeart som beskrevs av Webb 2006. Brachylinga divaricata ingår i släktet Brachylinga och familjen stilettflugor.
Artens utbredningsområde är Costa Rica. Inga underarter finns listade.